# Charles M. Huber

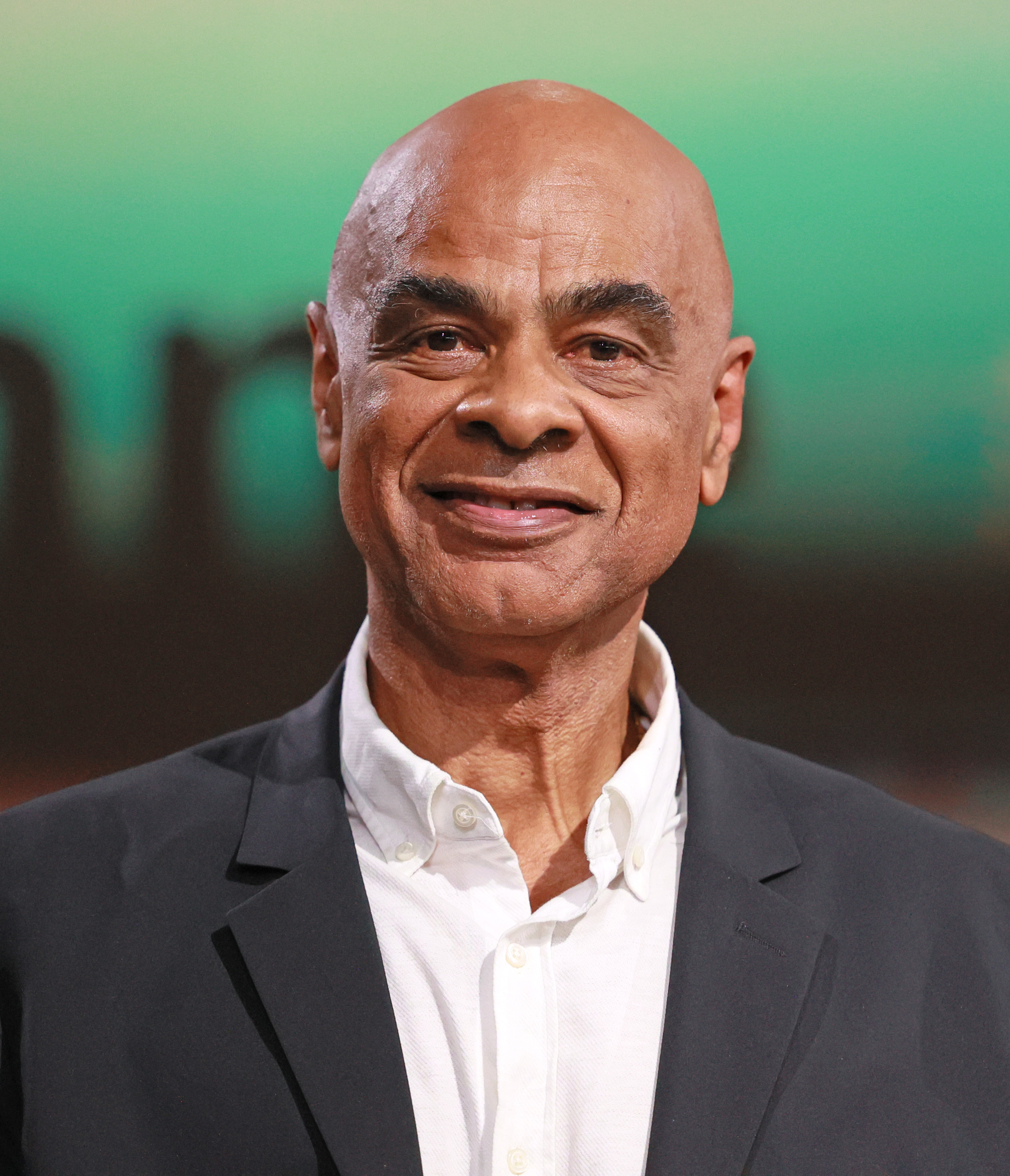
Charles M. Huber (2023)

Charles Muhamed Huber (* 3. Dezember 1956 als Karl-Heinz Huber in München) ist ein deutscher Schauspieler, Autor und ehemaliger Politiker (SPD, CSU, CDU). Er wurde bekannt durch die Fernsehserie Der Alte. Von 2013 bis 2017 war er Mitglied des Deutschen Bundestages und dort zusammen mit Karamba Diaby der erste Afrodeutsche. Seit 2020 ist er Berater („Special Advisor“) des ehemaligen Präsidenten der Republik Senegal, Macky Sall.

## Leben und Wirken

### Familie und Ausbildung
Huber wurde als nichtehelicher Sohn des senegalesischen Diplomaten Jean-Pierre Faye und der deutschen Hausangestellten Olga Huber in München geboren. Sein Vater war ein Neffe des ersten Staatspräsidenten Senegals, Léopold Sédar Senghor. Er wuchs größtenteils bei seiner Großmutter mütterlicherseits in Großköllnbach im Landkreis Dingolfing-Landau sowie in München auf und lernte seinen Vater erst mit 28 Jahren kennen. Nach dem Besuch des Gymnasiums absolvierte er den Zivildienst und eine Ausbildung zum Zahntechniker, bevor er eine Karriere als Schauspieler und Politikberater begann.
Huber schloss im Jahr 1999 seine Regieausbildung an der New York Film Academy ab. Sein Abschlussfilm, der Kurzfilm The Arrival, wurde 1999 bei den Internationalen Hofer Filmtagen gezeigt.

### Privates
Charles M. Huber ist geschieden und Vater von vier Kindern. Ende 2018 übersiedelte er nach Senegal und lebte in der Nähe der Großstadt M’bour, wo er seit 2004 ein Haus besitzt. Im August 2022 wurde bekannt, er sei aus familiären Gründen nach Deutschland zurückgekehrt.

### Wirken als Schauspieler
Huber wählte den Künstlernamen Charles Muhamed in Anlehnung an seinen Spitznamen in der Kindheit Charly und aus Sympathie zu Muhammad Ali. Er begann seine Laufbahn als Schauspieler in Münchner Kellertheatern. Als erster Seriendarsteller mit afrikanischen Wurzeln außerhalb der USA erreichte er in 120 Ländern Bekanntheit durch die deutsche Krimiserie Der Alte, in der er 1986 bis 1997 den Kriminalkommissar Henry Johnson verkörperte, nachdem er ein Jahr zuvor eine Gastrolle gespielt hatte. Er wirkte zudem in zahlreichen Spielfilmen wie zum Beispiel Kehraus, Treffer, Kolp, Enemy Mine, Erkan & Stefan und Die Oma ist tot mit. 1996 spielte Huber neben Anna Nicole Smith in dem amerikanischen Film Skyscraper.
2004 spielte er in dem Bühnenstück Miss Daisy und ihr Chauffeur, 2009 übernahm er die Hauptrolle im Musical Mandela.
In der Anfang 2024 veröffentlichten Folge Gier nach Gold der ARD-Krimireihe Ein Krimi aus Passau war er als Arthur Schmalhofer, Halbbruder von Konditorin Roswitha Hertel, zu sehen.

### Engagement für Afrika
Huber ging 1996 nach Äthiopien, wo er als Berater für das Tourismusministerium arbeitete. Gemeinsam mit seiner Frau Shobha übernahm er die inhaltliche Ausgestaltung des äthiopischen Pavillons bei der Expo 2000 in Hannover. Seit Anfang 2000 ist Huber als Berater diverser Bundesministerien und als Teilzeitberater der Ernährungs- und Landwirtschaftsorganisation der UNO (FAO) tätig. Er war Mitglied von außenpolitischen Arbeitskreisen anfänglich bei der SPD und dann bei der CSU und berät Firmen, die den afrikanischen Markt erschließen wollen.
Im Jahr 2002 gründete er, u. a. mit seinem Schauspielerkollegen Markus Böttcher, die Organisation Afrika Direkt e. V., die unter anderem Künstler, Jugendliche und Notleidende in Senegal unterstützt, aber auch Jugendliche und sozial benachteiligte Kinder aus Deutschland, zum Beispiel aus dem Waisenhaus München, in den Senegal einlädt. 2006 setzte er sich für die verbesserte Integration von afrikanischen Sportlern im Profifußball ein und brachte den senegalesischen Präsidenten nach München.
2018 übersiedelte er nach Senegal. Eine von ihm gebaute Schule für 1000 Kinder übergab er 2019 dem Bildungsministerium der dortigen Regierung. Huber nutzt seinen Aufenthalt im Land unter anderem, um seine Kenntnisse in der Wolof-Sprache zu verbessern.

### Vortragstätigkeit
Huber hielt mehrere Vorträge über Migration und afrikanische Kultur an mehreren Universitäten, u. a. an der Harvard University (Harvard Law School und Harvard Center for European Studies), der Howard University, der TU Berlin, der Technischen Universität von Costa Rica, der Universidad Católica Andrés Bello in Caracas sowie der Technischen Universität von Panama. In der Ciudad del Saber in Panama-Stadt hielt Huber einen wissenschaftlichen Vortrag zum Thema Energietransformation vor dem Hintergrund des deutschen EEG. Seit 2020 ist er Mitglied des Advisory Boards des Institute for European Studies der Berkeley University of California. Im selben Jahr war er von der American Graduate School in Paris als commencement speaker eingeladen.

### Autobiografie
In seiner 2004 erschienenen Autobiographie Ein Niederbayer im Senegal beschreibt Huber seine Kindheit als Afrodeutscher und sein schwieriges Verhältnis zum afrikanischen Teil seiner Herkunft. 2004 wurde er in das Deutschschweizer P.E.N.-Zentrum aufgenommen.

## Politische Laufbahn
Politisch interessiert war Huber seit seiner Jugend und trat zunächst in die SPD ein. Er war Mitglied in außenpolitischen Arbeitskreisen der SPD und später der CSU. 2004 trat er in die CSU ein, die er im Bundestagswahlkampf 2009 unterstützte, unter anderem bei Fernsehauftritten. Auch kreierte er drei Internet-Wahlspots für Kanzlerin Angela Merkel. Bei der Bundestagswahl 2013 trat er für die CDU als Direktkandidat im Wahlkreis Darmstadt an, nachdem er zunächst für die CSU – mit Fürsprache Edmund Stoibers – in München-Ost hatte kandidieren wollen. Eine Findungskommission um die frühere hessische Kultusministerin Karin Wolff hatte sich für Huber ausgesprochen. Für den Wahlkampf verlegte er seinen Wohnsitz von München nach Mühltal bei Darmstadt und trat 2012 in die CDU ein. Die CDU Darmstadt stellte ihn mit 94 Prozent Zustimmung im Oktober 2012 als Kandidaten für den Bundestag auf. Huber unterlag bei der Bundestagswahl 2013 als Direktkandidat der früheren Bundesjustizministerin Brigitte Zypries (SPD) mit 63.400 zu 65.812 Stimmen. Den Einzug in das Parlament schaffte er dennoch knapp über den 19. Platz auf der hessischen CDU-Landesliste.
Am 2. März 2014 kündigte die Darmstädter CDU Huber die Zusammenarbeit auf und warf ihm fehlende Präsenz im Wahlkreis vor. Huber beklagte dagegen mangelnde Unterstützung durch die CDU, nachdem es bereits im Wahlkampf zu Spannungen gekommen war. Jedoch setzte er sich weiterhin auf Bundesebene für seinen Wahlkreis ein. So arrangierte er unter anderen einen Besuch von Bundesverkehrsminister Alexander Dobrindt zur ICE-Anbindung. Bei der Bundestagswahl 2017 trat Huber nicht mehr an und gab als Grund eine fehlende Unterstützung der Darmstädter CDU für seine erneute Kandidatur an.
Im Deutschen Bundestag war Huber ordentliches Mitglied im Ausschuss für wirtschaftliche Zusammenarbeit und Entwicklung, stellvertretendes Mitglied im Auswärtigen Ausschuss, im Unterausschuss Zivile Krisenprävention, Konfliktbearbeitung und vernetztes Handeln sowie im Ausschuss für Wirtschaft und Energie. Er bekleidete zudem das Amt des stellvertretenden Vorsitzenden des Arbeitskreises Afrika der CDU/CSU-Bundestagsfraktion sowie des Vorsitzenden der Parlamentariergruppe Englisch- und Portugiesischsprachige Staaten West- und Zentralafrikas. Huber war stellvertretendes Mitglied der Parlamentarischen Versammlung der NATO.
Huber galt als Afrika-Experte der Unionsfraktion im Deutschen Bundestag. Bereits im April 2015 forderte er einen Masterplan für Afrika. Im März 2015 begleitete er Bundesratspräsident Volker Bouffier nach Südafrika und Mosambik und im Februar 2016 war er mit Bundespräsident Joachim Gauck in Nigeria und Mali. Zudem agierte Huber als Referent und Türöffner für die CDU-nahe Konrad-Adenauer-Stiftung und deren Aktivitäten im Ausland, insbesondere in Afrika. Auch in Lateinamerika war Huber aktiv. Im Mai 2017 bereiste er Costa Rica, Panama und Venezuela, wo er Gespräche mit hochrangigen Vertretern und Ministern führte, unter anderem mit dem Vize-Staatspräsidenten Helio Fallas.
Auf Einladung der Opposition sprach Huber im Parlament von Venezuela. Auch besuchte er die von deutschen Auswanderern gegründete Colonia Tovar, wo nach friedlichen Demonstrationen für Freiheit und Demokratie das vom Bürgermeister gerufene Militär brutal gegen junge Menschen vorgegangen war. Huber informierte sich in Gesprächen mit Bewohnern über das Geschehen und die aktuelle Lage. Er versicherte den Gesprächspartnern seine Solidarität und sagte ihnen Unterstützung zu.
Huber organisierte zudem acht akademische Kooperationsprogramme zwischen der Technischen Universität Darmstadt und Universitäten aus Mexiko-Stadt und nahm als Beobachter an den sogenannten Mega-Prozessen zwischen den sogenannten Autodefensas Unidas de Columbia und den Opfervertretern am Tribunal Superior de Cucuta teil.
Mit dem damaligen Wirtschaftsminister Sigmar Gabriel bereiste er als einziger Abgeordneter China, später mit einer Delegation aus verschiedenen Parteien Kuba.
Im August 2019 trat Huber unter Protest mit Hinweis auf Günter Nooke aus der CDU aus, nachdem Nooke als Afrikabeauftragter der Bundesregierung aus Hubers Sicht unangemessen verharmlosend auf diskriminierende, rassistische Äußerungen des Aufsichtsratsvorsitzenden des FC Schalke 04, Clemens Tönnies, reagiert hatte. Im Februar 2021 traf sich Huber nach einer Einladung zu einem klärenden Gespräch mit der Landesgruppe Hessen der CDU im Bundestag.

## Filmografie
- 1980: Derrick (Fernsehserie, 1 Folge)
- 1981: Tatort: Im Fadenkreuz
- 1983: Kehraus
- 1984: Treffer
- 1984: Ein Mann wie E.V.A.
- 1984: Patrik Pacard (Fernsehserie, 2 Folgen)
- 1984: Kolp
- 1985: Die Krimistunde (Fernsehserie, 1 Folge)
- 1985: Unsere schönsten Jahre (Fernsehserie, 1 Folge)
- 1985: Enemy Mine – Geliebter Feind
- 1985: Der Alte (Fernsehserie, Folge 95: Der Leibwächter als Alf Muhat)
- 1986: SOKO München (Fernsehserie, 2 Folgen)
- 1986: Der Fahnder (Fernsehserie, 2 Folgen)
- 1986–1997: Der Alte (Fernsehserie, 125 Folgen als Kriminalkommissar Henry Johnson)
- 1988: Let’s Go Crazy
- 1995: Warm ums Herz
- 1996: Skyscraper
- 1997: Die Oma ist tot
- 1998: Klinik unter Palmen (Fernsehserie, 3 Folgen)
- 2000: Aeon – Countdown im All
- 2000: Erkan & Stefan
- 2002: Hausmeister Krause – Ordnung muss sein (Fernsehserie, 1 Folge)
- 2004: Endlich Sex!
- 2004: Das Apfelbaumhaus
- 2024: Gier nach Gold. Ein Krimi aus Passau (Fernsehreihe)

## Ehrungen
- Ehrenkommissar der bayerischen Polizei.[5]
- 2010: Botschafter Niederbayerns[43]

## Publikationen
- Ein Niederbayer im Senegal. Mein Leben zwischen zwei Welten. Autobiografie. Scherz, Frankfurt 2004, ISBN 3-502-18339-2; Fischer-Taschenbuch-Verlag, Frankfurt 2005, ISBN 3-596-16271-8.
- Warum das Lieferkettengesetz eher schadet als hilft. In: The European vom 10. Oktober 2020 (online)
- Weltbühne Afrika. Zwischen Politik und Schauspiel. Mein Blick auf einen Kontinent, seine Verbündeten und die wachsende Souveränität. Bonifatius Verlag, Paderborn 2023 ISBN 978-3-9879002-1-1
- Artikel in der Huffington Post Deutschland